# 太平洋游戏网
太平洋游戏网是中国一家主要的动漫游戏门户网站，同类型的网站有贪婪大陆以及《游戏机实用技术》的官方网站levelup等。

## 简介
最早成立于2000年，当时是中国国内华南地区IT门户网站太平洋电脑网（页面存档备份，存于）的游戏频道，2003年独立成网站至今。
中国国内网友所说的太平洋游戏网，多是指其下的动漫频道，该网站也以此动漫频道而闻名，相反，主站（页面存档备份，存于）并不如动漫频道有名。

## 网络评价及其特色
中国国内网友戏称太平洋游戏网绰号有：TPY（拼音发音的谐音）、河蟹洋、和谐洋（网站编辑会在网站文章中所使用的正式昵称）、和邪洋（因旗下所出的制作的《和邪周刊》而来）、北冰洋等。皆是喻意动漫频道随时有被中国网监部门断掉网络链接的缘故。因动漫频道所发的内容，包括图片、周边、同人志等。已经多次触及中国网监部门所设立的底线。而被要求做出整改。
网站特色方面，以专题内容，特别是有关女王之刃、School days、萌战、Comic Market大会以及其他各类知名同人志大会而闻名。自创内容则有不定期的《和邪周刊》以及定期的季度新作動畫介绍专题等。不过因为中国国内网监力度的加大以及同类网站的竞争，2007年的同人志类专题，并没有取得过去几次那样的反响。
2007年11月21日起，旗下动漫频道已经无法打开，链接也在首页被取消。可能已经被中国网监部门永久性关闭，也有可能是为了太平洋科技发展集团在香港上市避免麻烦而临时撤下。
2008年1月24日下午，动漫频道又重新上线。频道的首页进行了改版，编辑团队也发生了变化。

## 重生
2008年9月3日，太平洋游戏网前总编天仓零于国内电脑网站天极网发布公告，宣告原太平洋游戏网编辑全体加入天极动漫频道，并正式改版天极动漫频道。